# Diocesi di Bergamo

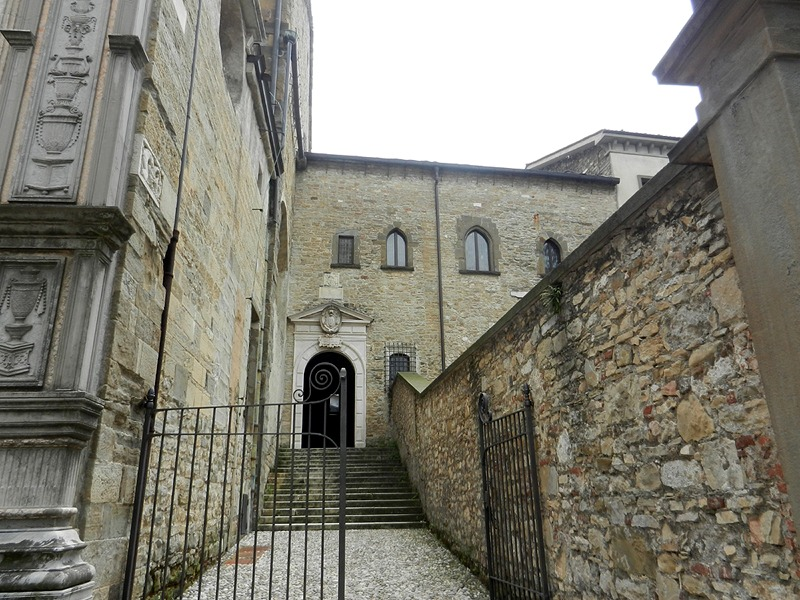
L'entrata della Curia vescovile di Bergamo.

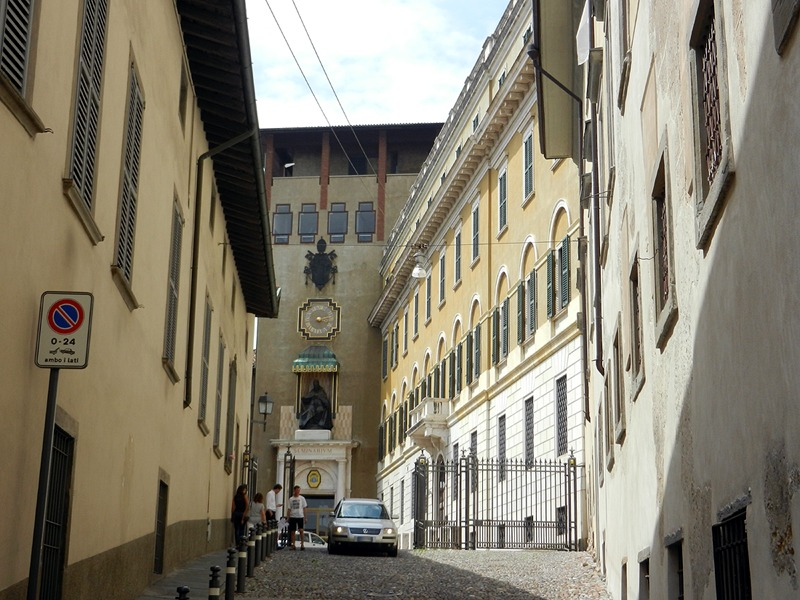
Il seminario della diocesi.

La diocesi di Bergamo (in latino Dioecesis Bergomensis) è una sede della Chiesa cattolica in Italia suffraganea dell'arcidiocesi di Milano appartenente alla regione ecclesiastica Lombardia. Nel 2023 contava 935 900 battezzati su 991 275 abitanti. È retta dal vescovo Francesco Beschi.
Il santo patrono della città e della diocesi è sant'Alessandro. I santi Fermo e Rustico, Ambrogio, Gregorio Barbarigo, Grata e la Madonna delle Grazie di Ardesio sono compatroni della diocesi.

## Territorio
La diocesi di Bergamo comprende circa 4⁄5 della provincia di Bergamo escludendo alcuni comuni dell'alto Sebino (Lovere, Costa Volpino e Rogno) nonché il comune di Palosco che appartengono alla diocesi di Brescia, tutte le parrocchie della Gera d'Adda e della bassa, poste a sud del Fosso bergamasco, che appartengono all'arcidiocesi di Milano (Treviglio) e alla diocesi di Cremona (tra cui Caravaggio). Appartengono alla diocesi di Bergamo anche il comune di Paratico, in provincia di Brescia, e le parrocchie dei comuni di Calolziocorte, Carenno, Erve, Monte Marenzo e Vercurago, in provincia di Lecco.
Le parrocchie del vicariato di Calolzio-Caprino e alcune parrocchie appartenenti ai vicariati di Branzi-Santa Brigida e di San Giovanni Bianco-Sottochiesa seguono il rito ambrosiano invece di quello romano, usufruendo del vecchio lezionario sino al 13 novembre 2010.
I confini occidentali della diocesi hanno una precisa radice storica, corrispondendo al confine internazionale fra la Repubblica di Venezia e la Lombardia austriaca in vigore nel 1787: in quell'anno infatti entrò in vigore un trattato fra il Senato Veneto e l'imperatore Giuseppe II che includeva il principio, divenuto comune nei secoli successivi, che vedeva con sfavore la permanenza di diocesi transnazionali, e ciò comportò un generale spostamento ad ovest del confine con l'arcidiocesi di Milano, in precedenza molto più favorevole a quest'ultima. Fa eccezione solo la parrocchia di Vedeseta, meneghina politicamente fino all'arrivo di Napoleone ed ecclesiasticamente fino al 1995, la parrocchia di Brumano che lo fu politicamente fino alla proclamazione del Lombardo-Veneto ed ecclesiasticamente fino al 2006, e la parrocchia di Pagazzano, anch'essa all'epoca politicamente milanese, ma ecclesiasticamente sottoposta a un particolare condominio cremonese-pavese di antichissima motivazione: quando nell'Ottocento si decise di risolvere tali retaggi medievali, si pensò di normalizzare anche religiosamente un comune divenuto nel frattempo amministrativamente bergamasco.
La diocesi comprende i seguenti comuni: Bergamo, Gandosso, Serina, Sorisole, Azzano San Paolo, San Paolo d'Argon, Algua, Calolziocorte, Albino, Ponte San Pietro, San Pellegrino Terme, Paladina, Castione della Presolana, Gorle, Grone, Alzano Lombardo, Martinengo, Capriate San Gervasio, Cortenuova, Grassobbio, Mapello, Villongo, Viadanica, Ornica, Verdellino, Cazzano Sant'Andrea, Bracca, Fino del Monte, Mornico al Serio, Premolo, Dalmine, Strozza, Suisio, Villa d'Adda, Zandobbio, Oneta, Berbenno, Vedeseta, Sedrina, Caprino Bergamasco, Nembro, Olmo al Brembo, Piario, Sovere, Valbondione, Seriate, Peia, Villa di Serio, Brumano, Almenno San Bartolomeo, Gromo, Branzi, Cassiglio, Colere, Filago, Oltre il Colle, Songavazzo, Ubiale Clanezzo, Colzate, Sant'Omobono Terme, Vertova, Luzzana, Roncola, Santa Brigida, Palazzago, Pontida, Pognano, Parzanica, Gerosa, Bonate Sotto, Villa d'Almè, Montello, Costa Serina, Pedrengo, Bonate Sopra, Calusco d'Adda, San Giovanni Bianco, Solto Collina, Torre de' Roveri, Gandino, Piazzatorre, Averara, Castro, Taleggio, Ardesio, Boltiere, Costa di Mezzate, Credaro, Endine Gaiano, Fiorano al Serio, Orio al Serio, Treviolo, Solza, Villa d'Ogna, Bagnatica, Carona, Casnigo, Dossena, Fuipiano Valle Imagna, Madone, Cavernago, Mezzoldo, Mozzo, Zogno, Predore, Scanzorosciate, Sotto il Monte Giovanni XXIII, Stezzano, Telgate, Vigano San Martino, Brembilla, Almè, Clusone, Torre de' Busi, Cisano Bergamasco, Cenate Sopra, Lurano, Ghisalba, Casazza, Capizzone, Castelli Calepio, Rovetta, Fara Olivana con Sola, una porzione del comune di Isso nella località di Sola, Pradalunga, Foresto Sparso, Valsecca, Brusaporto, Cusio, Ponte Nossa, Brembate di Sopra, Calcinate, Camerata Cornello, Chiuduno, Cologno al Serio, Curno, Erve, Foppolo, Locatello, Medolago, Paratico, Piazzolo, Ranzanico, Valtorta, Vilminore di Scalve, Romano di Lombardia, Gazzaniga, Borgo di Terzo, Valgoglio, Carenno, Tavernola Bergamasca, Cenate Sotto, Carvico, Entratico, Piazza Brembana, Torre Boldone, Moio de' Calvi, Bedulita, Leffe, Ponteranica, Riva di Solto, Cividate al Piano, Zanica, Carobbio degli Angeli, Gorlago, Monte Marenzo, Chignolo d'Isola, Cornalba, Parre, Trescore Balneario, Adrara San Rocco, Barzana, Bianzano, Comun Nuovo, Almenno San Salvatore, Cerete, Bottanuco, Gaverina Terme, Terno d'Isola, Ambivere, Cene, Osio Sopra, Osio Sotto, Schilpario, Vercurago, Lallio, Oltressenda Alta, Valbrembo, Fonteno, Berzo San Fermo, Azzone, Bariano, Spirano, Aviatico, Ciserano, Isola di Fondra, Pagazzano, Urgnano, Spinone al Lago, Valleve, Levate, Roncobello, Rota d'Imagna, Blello, Albano Sant'Alessandro, Monasterolo del Castello, Morengo, Bossico.
Sede vescovile è la città di Bergamo, dove si trova la cattedrale di Sant'Alessandro.

### Vicariati (fino al 2018)
Le 390 parrocchie della diocesi fino al 2018 sono state raggruppate in 25 vicariati foranei e in 3 vicariati urbani.
1. Branzi-Santa Brigida-San Martino oltre la Goggia
2. Ardesio-Gromo
3. Vilminore
4. San Giovanni Bianco-Sottochiesa
5. Selvino-Serina
6. Clusone-Ponte Nossa
7. Gazzaniga
8. Gandino
9. Solto-Sovere
10. Borgo di Terzo-Casazza
11. Albino-Nembro
12. Brembilla-Zogno
13. Rota Imagna
14. Calolzio-Caprino
15. Capriate-Chignolo-Terno
16. Mapello-Ponte San Pietro
17. Almenno San Salvatore-Ponteranica-Villa d'Almè
18. Alzano
19. Trescore
20. Predore
21. Scanzo-Seriate
22. Calepio-Telgate
23. Dalmine-Stezzano
24. Spirano-Verdello
25. Ghisalba-Romano

Vicariati urbani e parrocchie:
1. Vicariato urbano nord-ovest
Cattedrale, Sant'Andrea, Fontana, Castagneta, Santa Grata inter vites, Santa Lucia, Sant'Alessandro in Colonna, Sant'Alessandro della Croce, Santa Maria delle Grazie
2. Vicariato urbano est
Santa Teresa, Valverde, Sant'Antonio, Valtesse, San Gregorio Barbarigo, Redona, Santa Caterina, San Francesco, Celadina, Sant'Anna, Boccaleone, Campagnola
3. Vicariato urbano sud-ovest
Santa Maria al Bosco, Longuelo, Loreto, San Giuseppe, Grumello del Piano, Colognola, Santa Croce, Sacro Cuore, San Tomaso, San Paolo, Ospedali Riuniti

### Comunità ecclesiali territoriali (dal 2018)
Le parrocchie della diocesi dal 2018 sono raggruppate in 13 comunità ecclesiali territoriali (CET), ognuna a sua volta suddivisa in fraternità presbiterali che vanno da 1 a 3.
- CET 01 – Bergamo città: 3 fraternità presbiterali.
- CET 02 – Alta Valle Seriana: 2 fraternità presbiterali.
- CET 03 – Bassa Valle Seriana: 3 fraternità presbiterali.
- CET 04 – Valle Brembana: 2 fraternità presbiterali.
- CET 05 – Sebino – Valle Calepio: 2 fraternità presbiterali.
- CET 06 – Valle Cavallina: 2 fraternità presbiterali.
- CET 07 – Ponte – Valle San Martino: 2 fraternità presbiterali.
- CET 08 – Isola Bergamasca: 2 fraternità presbiterali.
- CET 09 – Valle Imagna – Villa d’Almè: 2 fraternità presbiterali.
- CET 10 – Scanzo – Seriate: 2 fraternità presbiterali.
- CET 11 – Ghisalba – Romano – Spirano: 2 fraternità presbiterali.
- CET 12 – Dalmine: 2 fraternità presbiterali.
- CET 13 – Stezzano – Verdello: 1 fraternità presbiterale.

## Storia

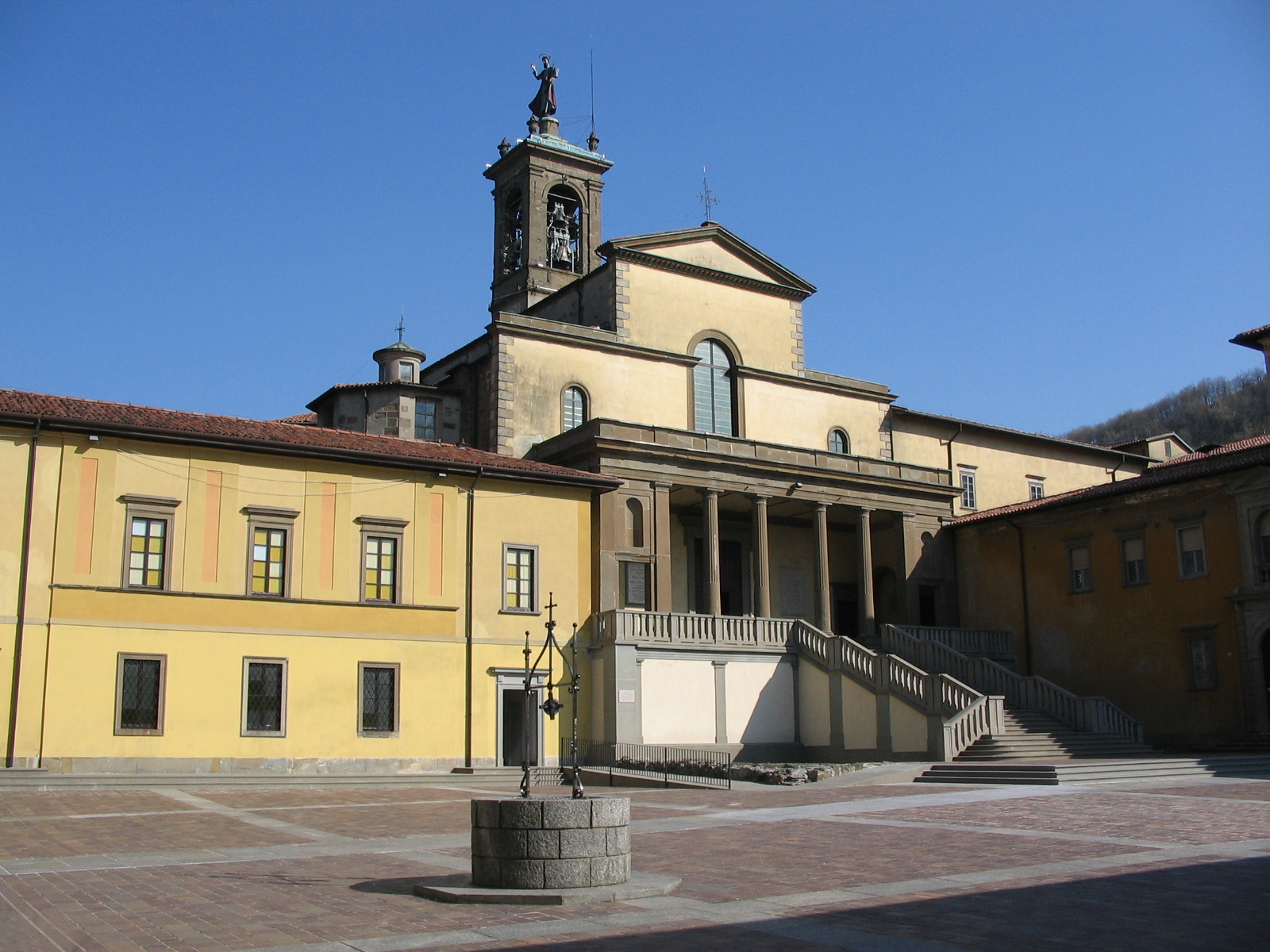
L'abbazia San Giacomo Maggiore di Pontida.

La diocesi fu eretta con ogni probabilità nel IV secolo. È accertata la presenza del secondo vescovo Viatore al sinodo di Sardica del 343. Primo vescovo storicamente documentato è un anonimo (forse Dominatore), terzo vescovo della diocesi, che fu consacrato dal vescovo di Milano sant'Ambrogio.
Nel Medioevo Bergamo ebbe due cattedrali: sant'Alessandro e san Vincenzo. Quest'anomala situazione, attestata già nel IX secolo, produsse per secoli dissidi tra i due capitoli. Nel 1190, grazie all'opera del vescovo Lanfranco, i canonici di una cattedrale lo diventarono anche dell'altra e il patrimonio venne unito, custodito in parte in una, in parte nell'altra cattedrale; ciò non bastò e i dissidi rimasero. Nel 1561 i veneziani distrussero per la costruzione delle mura l'antica cattedrale di Sant'Alessandro. All'inizio del XVII secolo il vescovo Giovanni Emo riunì i canonici e infine il vescovo san Gregorio Barbarigo ottenne da papa Innocenzo XI la bolla Exponi nobis del 18 agosto 1697, che stabiliva un'unica cattedrale, dedicando a sant'Alessandro quella che era stata san Vincenzo, e un unico capitolo.
Il capitolo dei canonici aveva il diritto di governare la diocesi nei periodi di sede vacante e di eleggere il nuovo vescovo; questo fino al 1251, quando per la prima volta, in occasione dell'elezione di Algisio da Rosciate, fu il papa stesso ad assumersi questa prerogativa.
Le indicazioni del Concilio di Trento trovarono a Bergamo immediata applicazione: il seminario diocesano vi fu istituito dal vescovo Federico Corner il 1º ottobre 1567; si trattava del settimo seminario in Italia e nel mondo. Fu trasferito in diversi edifici nel 1572, poi ancora nel 1821 e negli anni sessanta.
Nel 1820 tornava alla diocesi di Bergamo la parrocchia di Pagazzano dopo oltre sei secoli sotto la giurisdizione della diocesi di Pavia.
Nel 1873 il vescovo Pietro Luigi Speranza volle assicurare una presenza sacerdotale nelle molte frazioni di montagna. A tale scopo istituì un seminario a uopo, in cui uomini anziani, vedovi o celibi, ricevevano una formazione rudimentale. In quindici anni furono ordinati centocinquanta presbiteri, ma nel 1888 l'iniziativa fu interrotta, perché il popolo disprezzava questi sacerdoti per la loro insufficiente formazione.
Dall'8 al 12 settembre 1920 Bergamo ospitò il sesto Congresso eucaristico nazionale italiano.
Il 22 febbraio 2024, in forza del decreto Quo aptius christifidelium del dicastero per i vescovi, ha acquisito dalla diocesi di Brescia la parrocchia di Bossico, già affidata in convenzione alla cura pastorale della diocesi di Bergamo dall'estate 2014.

## Cronotassi dei vescovi
Si omettono i periodi di sede vacante non superiori ai 2 anni o non storicamente accertati.

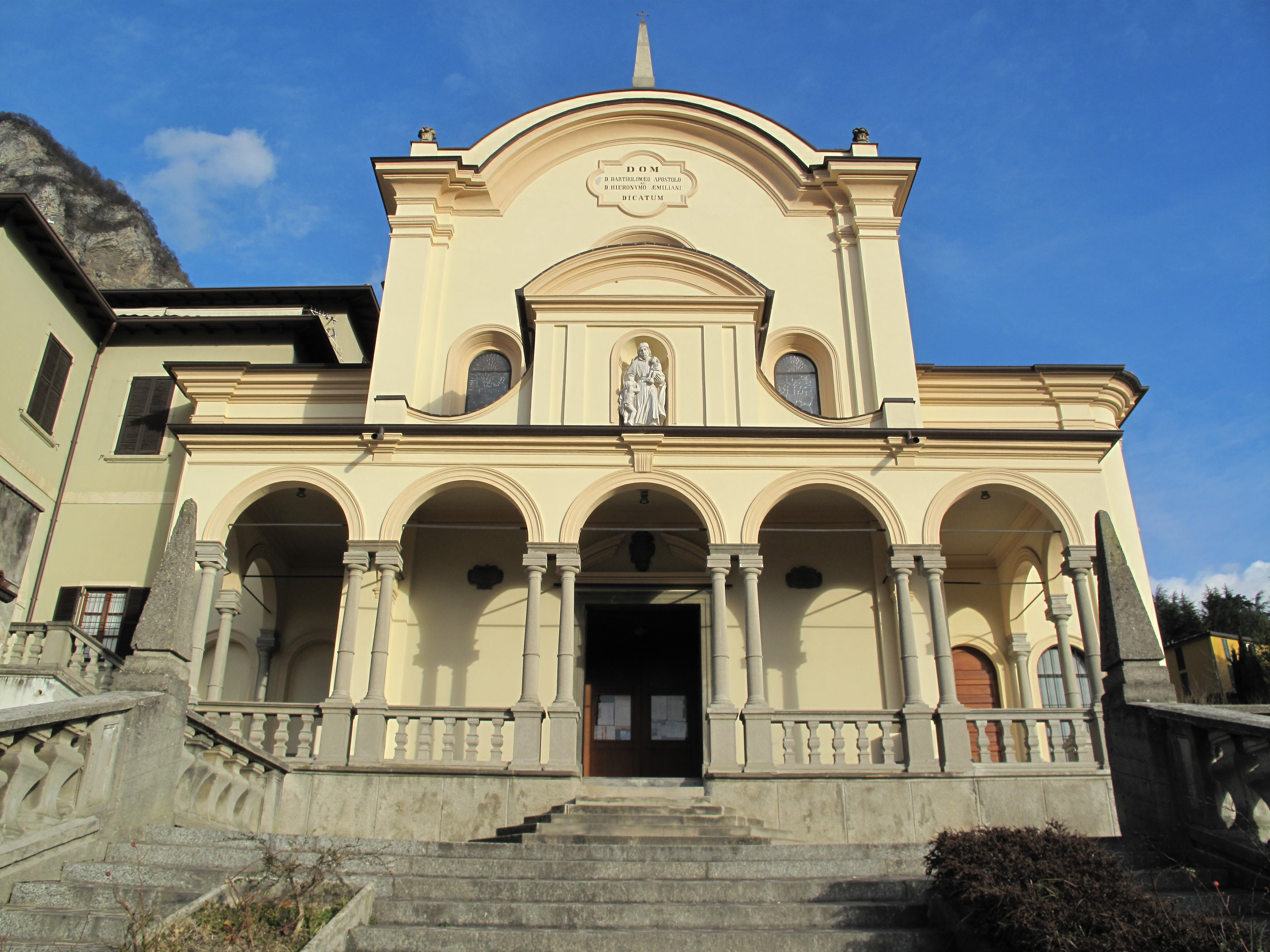
Il santuario di San Girolamo Emiliani di Somasca.

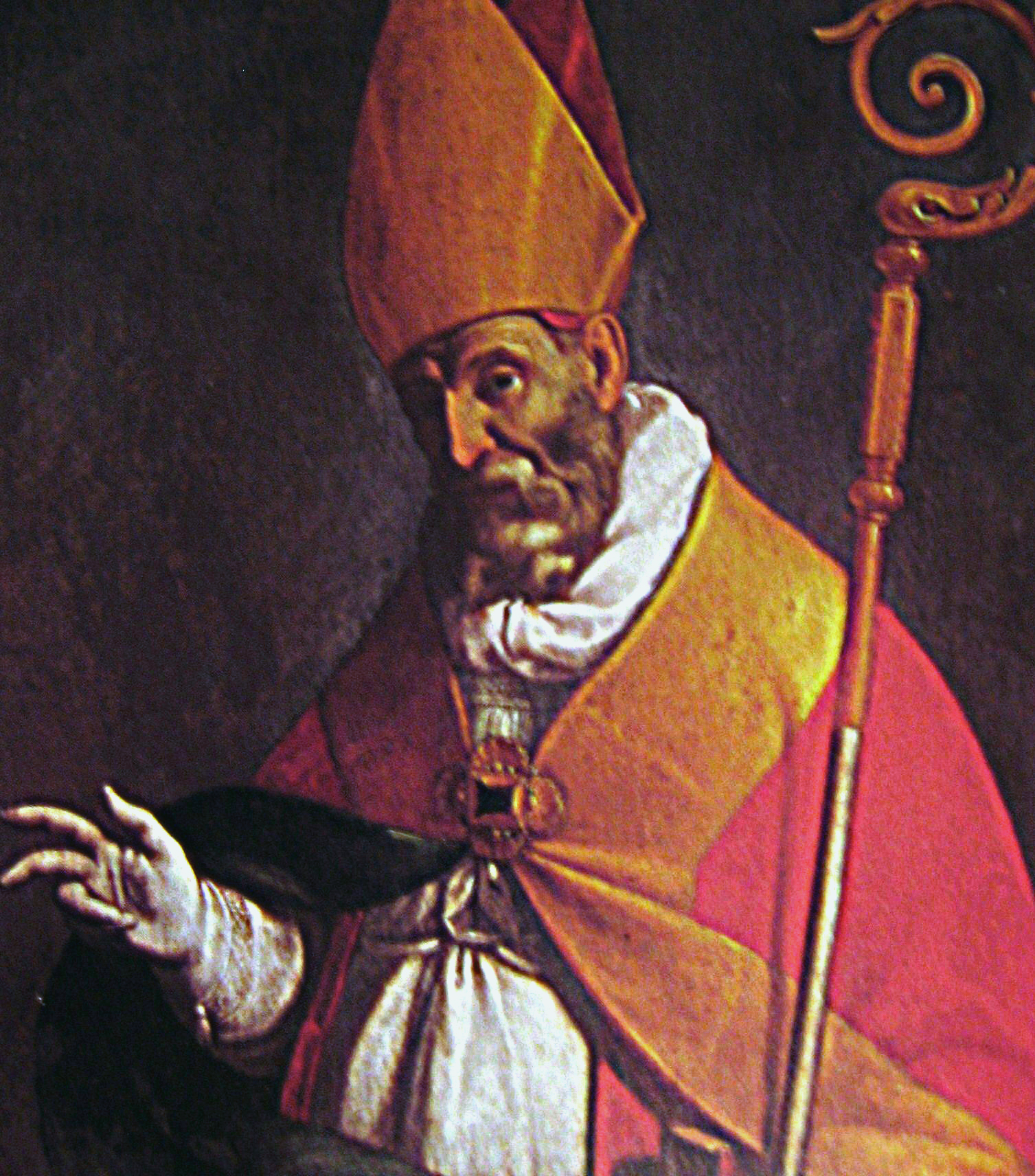
Carlo Ceresa, San Narno Vescovo, chiesa di San Giovanni Apostolo, Villa d'Ogna

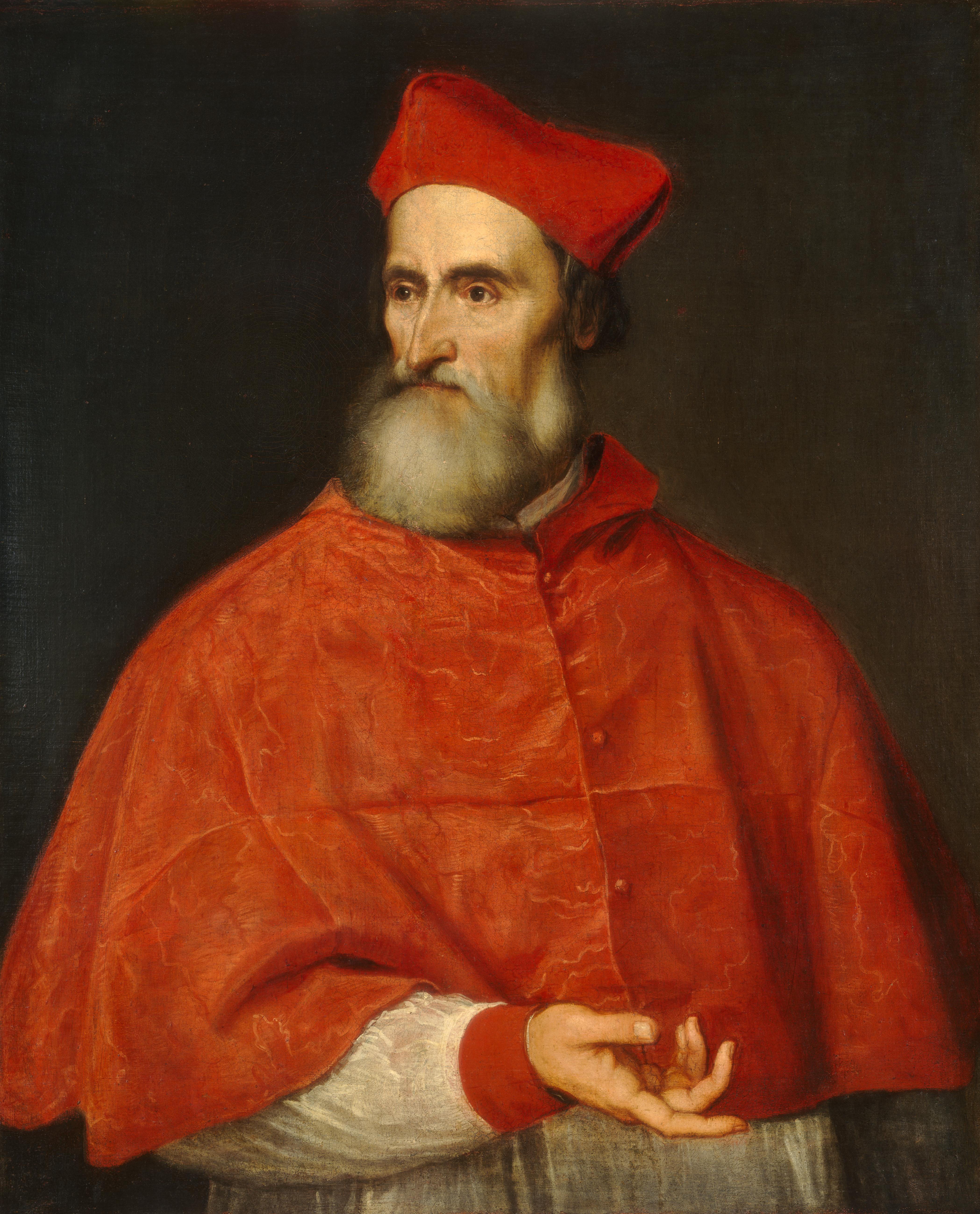
Tiziano, Ritratto di Pietro Bembo

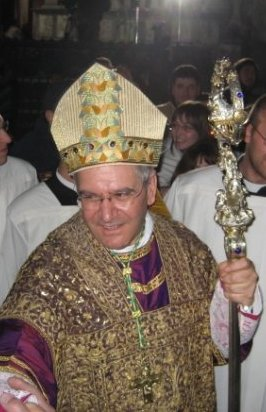
Francesco Beschi, vescovo di Bergamo dal 2009

- San Narno ? † (circa prima metà del IV secolo)
- San Viatore ? † (circa metà del IV secolo)[13]
- Anonimo † (dopo il 374 - prima del 397)
- Anonimo †
- Dominatore †
- Stefano †
- Claudiano †
- Simpliciano †
- Bibiano †
- Quinziano †[14]
- Prestanzio † (menzionato nel 451)
- Lorenzo † (menzionato nel 501)
- San Giovanni † (menzionato nel 680)
- Beato Antonino † (menzionato nel 718)
- Antonio † (menzionato nel 727)
- Agino † (menzionato nel 764)
- Tachimpaldo † (prima del 797 - dopo l'814)
- Grasemondo † (prima dell'828 - dopo l'830)
- Aganone † (prima dell'840 - dopo l'863)
- Garibaldo † (prima dell'867 - dopo l'888)
- Adalberto † (prima dell'894 - dopo il 929)[15]
- Recone † (prima del 938 - dopo novembre 953)
- Olderico † (prima di maggio 954 - dopo settembre 968)
- Ambrogio I † (prima del 971 - dopo maggio 973)
- Giselberto † (prima di aprile 975 - dopo il 982)
- Azzone † (prima del 987 - dopo il 6 febbraio 996)
- Reginfredo † (prima del 18 settembre 996 - 28 dicembre 1012 deceduto)
- Alcherio † (prima di novembre 1013 - dopo il 22 giugno 1022 deceduto)[16]
- Ambrogio II † (prima del 23 ottobre 1023 - 20 settembre 1057 deceduto)
- Attone I † (prima di aprile 1058 - dopo aprile 1075)
- Arnolfo † (circa 1077 - 1106 deposto)
- Ambrogio III di Mozzo † (1111 - circa 1133 deceduto)
- Gregorio, O.Cist. † (1133 - circa 1146 deceduto)
- Gerardo † (prima di ottobre 1146 - circa 1167 deposto)
- Guala † (dicembre 1167 - 30 ottobre 1186 deceduto)
- Lanfranco, O.S.B. † (26 gennaio 1187 - dopo il 18 giugno 1211 deceduto)
- Giovanni Tornielli, O.S.B.Vall. † (agosto 1211 - 7 marzo 1230 deceduto)
- Attone II † (1230 - 13 luglio 1240 deceduto)
- Enrico di Sesso † (18 febbraio 1241 - 1º settembre 1242 deceduto)
  - Alberto da Terzo † (29 settembre 1242 - 24 gennaio 1251 dimesso) (vescovo eletto)
- Algisio da Rosciate, O.P † (11 febbraio 1251 - 1259 dimesso)
- Erbordo, O.P. † (prima del 7 aprile 1260 - prima del 24 aprile 1272 deceduto)
- Guiscardo de Suardi † (prima dell'8 luglio 1272 - 22 febbraio 1281 deceduto)
- Roberto Bonghi † (7 ottobre 1289 - prima del 22 dicembre 1292 deceduto)
- Giovanni da Scanzo † (31 luglio 1295 - 2 novembre 1309 deceduto)
- Cipriano degli Alessandri † (prima dell'8 maggio 1310 - prima del 3 novembre 1341 deceduto)
- Nicolò Canali † (18 luglio 1342 - 25 settembre 1342 nominato arcivescovo di Ravenna)
- Bernardo Tricardo, O.Cist. † (7 ottobre 1342 - 23 ottobre 1349 nominato vescovo di Brescia)
- Lanfranco de Saliverti, O.F.M.Conv. † (23 ottobre 1349 - 4 aprile 1381 deceduto)
  - Matteo de Agazzi, O.F.M. † (16 dicembre 1381 - ?) (antivescovo)
- Branchino Besozzi † (aprile 1381 - 22 giugno 1399 deceduto)
- Ludovico Bonito † (5 settembre 1399 - 15 novembre 1400 nominato arcivescovo di Pisa)
- Francesco Lante, O.F.M. † (4 ottobre 1401 - 27 settembre 1402 nominato vescovo di Cremona)
- Francesco Aregazzi, O.F.M. † (31 gennaio 1403 - 6 agosto 1437 deceduto)
- Polidoro Foscari † (27 settembre 1437 - 5 novembre 1449 nominato arcivescovo di Zara)
- Giovanni Barozzi † (5 novembre 1449 - 7 gennaio 1465 nominato patriarca di Venezia)
- Lodovico Donà † (9 gennaio 1465 - 20 luglio 1484 deceduto)
- Lorenzo Gabrieli † (13 ottobre 1484 - 6 luglio 1512 deceduto)[17]
- Niccolò Lippomano † (16 luglio 1512 - 4 luglio 1516 dimesso)[18]
- Pietro Lippomano † (4 luglio 1516 - 18 febbraio 1544 nominato vescovo di Verona)
  - Pietro Bembo, O.S.Io.Hier. † (18 febbraio 1544 - 18 gennaio 1547 deceduto) (amministratore apostolico)[19]
- Vittore Soranzo † (18 gennaio 1547 succeduto - 15 maggio 1558 deceduto)[20]
- Luigi Lippomano † (20 luglio 1558 - 15 agosto 1559 deceduto)
  - Luigi Corner † (13 marzo 1560 - 15 gennaio 1561 dimesso) (amministratore apostolico)
- Federico Corner † (15 gennaio 1561 - 19 luglio 1577 nominato vescovo di Padova)
- Gerolamo Ragazzoni † (19 luglio 1577 - 7 marzo 1592 deceduto)
- Giambattista Milani, C.R. † (8 aprile 1592 - 1611 dimesso)
- Giovanni Emo † (18 aprile 1611 - 16 ottobre 1622 deceduto)
- Federico Corner † (23 febbraio 1623 - 7 settembre 1626 nominato vescovo di Vicenza)
- Agostino Priuli † (8 febbraio 1627 - 4 ottobre 1632 deceduto)
- Luigi Grimani † (12 gennaio 1633 - 4 dicembre 1656 deceduto)
- San Gregorio Barbarigo † (9 luglio 1657 - 24 marzo 1664 nominato vescovo di Padova)
- Daniele Giustiniani † (23 giugno 1664 - 11 gennaio 1697 deceduto)
- Luigi Ruzzini † (27 gennaio 1698 - 18 marzo 1708 deceduto)
- Pietro Priuli † (14 maggio 1708 - 22 gennaio 1728 deceduto)
  - Leandro di Porcia, O.S.B. † (12 aprile 1728 - 18 novembre 1730 dimesso) (vescovo eletto)
- Antonio Redetti † (22 novembre 1730 - 4 maggio 1773 deceduto)
- Marco Molin, O.S.B. † (13 settembre 1773 - 2 marzo 1777 deceduto)
- Giovanni Paolo Dolfin, C.R.L. † (28 luglio 1777 - 19 maggio 1819 deceduto)
- Pietro Mola † (8 gennaio 1821 - 16 gennaio 1829 deceduto)
  - Sede vacante (1829-1831)
- Carlo Gritti Morlacchi † (23 febbraio 1831 - 17 dicembre 1852 deceduto)
- Pietro Luigi Speranza † (19 dicembre 1853 - 4 giugno 1879 deceduto)
- Gaetano Camillo Guindani † (19 settembre 1879 - 21 ottobre 1904 deceduto)
- Giacomo Maria Radini-Tedeschi † (20 gennaio 1905 - 22 agosto 1914 deceduto)
- Luigi Maria Marelli † (15 dicembre 1914 - 14 aprile 1936 deceduto)
- Adriano Bernareggi † (14 aprile 1936 succeduto - 23 giugno 1953 deceduto)
- Giuseppe Piazzi † (1º ottobre 1953 - 5 agosto 1963 deceduto)
- Clemente Gaddi † (25 settembre 1963 - 20 maggio 1977 ritirato)
- Giulio Oggioni † (20 maggio 1977 - 21 novembre 1991 ritirato)
- Roberto Amadei † (21 novembre 1991 - 22 gennaio 2009 ritirato)
- Francesco Beschi, dal 22 gennaio 2009

## Statistiche
La diocesi nel 2023 su una popolazione di 991 275 persone contava 935 900 battezzati, corrispondenti al 94,4% del totale.
| anno | popolazione | popolazione | popolazione | presbiteri | presbiteri | presbiteri | presbiteri                | diaconi | religiosi | religiosi | parrocchie |
| anno | battezzati  | totale      | %           | numero     | secolari   | regolari   | battezzati per presbitero | diaconi | uomini    | donne     | parrocchie |
| ---- | ----------- | ----------- | ----------- | ---------- | ---------- | ---------- | ------------------------- | ------- | --------- | --------- | ---------- |
| 1950 | 560 000     | 560 000     | 100,0       | 1 060      | 1 060      |            | 528                       |         | 207       | 3 964     | 397        |
| 1959 | 629 000     | 631 400     | 99,6        | 1 194      | 1 028      | 166        | 526                       |         | 328       | 4 260     | 412        |
| 1969 | 695 176     | 706 483     | 98,4        | 1 149      | 945        | 204        | 605                       |         | 275       | 4 063     | 403        |
| 1980 | 782 000     | 797 554     | 98,0        | 1 145      | 902        | 243        | 682                       |         | 393       | 3 840     | 427        |
| 1990 | 808 000     | 816 122     | 99,0        | 1 100      | 834        | 266        | 734                       |         | 359       | 3 371     | 387        |
| 1999 | 850 000     | 873 519     | 97,3        | 1 063      | 826        | 237        | 799                       |         | 325       | 2 904     | 389        |
| 2000 | 851 000     | 878 569     | 96,9        | 1 058      | 820        | 238        | 804                       |         | 320       | 2 904     | 389        |
| 2001 | 852 000     | 882 350     | 96,6        | 1 037      | 810        | 227        | 821                       |         | 313       | 2 784     | 389        |
| 2002 | 845 000     | 887 244     | 95,2        | 1 037      | 816        | 221        | 814                       |         | 299       | 2 667     | 389        |
| 2003 | 860 000     | 894 584     | 96,1        | 1 016      | 803        | 213        | 846                       |         | 278       | 2 614     | 389        |
| 2004 | 861 000     | 897 998     | 95,9        | 1 024      | 798        | 226        | 840                       |         | 294       | 2 590     | 389        |
| 2006 | 880 000     | 914 259     | 96,3        | 1 003      | 790        | 213        | 877                       |         | 273       | 2 449     | 389        |
| 2012 | 912 000     | 972 645     | 93,8        | 957        | 777        | 180        | 952                       | 8       | 227       | 2 105     | 389        |
| 2015 | 930 000     | 995 323     | 93,4        | 920        | 727        | 193        | 1 010                     | 10      | 243       | 1 832     | 371        |
| 2018 | 937 200     | 992 238     | 94,5        | 895        | 706        | 189        | 1 047                     | 11      | 231       | 1 594     | 389        |
| 2020 | 938 600     | 994 359     | 94,4        | 862        | 667        | 195        | 1 088                     | 11      | 236       | 1 398     | 389        |
| 2022 | 935 168     | 990 729     | 94,4        | 819        | 633        | 186        | 1 141                     | 15      | 217       | 1 219     | 389        |
| 2023 | 935 900     | 991 275     | 94,4        | 811        | 631        | 180        | 1 154                     | 16      | 212       | 1 191     | 389        |